# Соларьов Ілля Сергійович
Ілля Сергійович Соларьов (рос. Илья Сергеевич Соларёв; 2 серпня 1982, м. Перм, СРСР) — казахський хокеїст, центральний нападник. Виступає за «Барис» (Астана) у Континентальній хокейній лізі. 
Вихованець хокейної школи «Молот-Прикам'є» (Перм). Виступав за «Молот-Прикам'є» (Перм), «Нафтовик» (Леніногорськ), «Мотор» (Барнаул), «Енергія» (Кемерово), ХК «Липецьк», «Казахмис» (Караганда), «Казахмис» (Сатпаєв), «Барис» (Астана), «Іртиш» (Павлодар). 
У складі національної збірної Казахстану учасник чемпіонатів світу 2008 (дивізіон I), 2009 (дивізіон I) і 2010.
Досягнення
- Володар Кубка Казахстану (2007)
- Чемпіон зимових Азійських ігор (2011).